# Кинопоиск
„Кинопоиск“ е руски уебсайт с информация за филми, телевизионни предавания, актьори, отзиви и други.

## Описание
„Кинопоиск“ е създаден през 2003 г. В първия месец броят на потребителите е бил едва 4700, във втория – 24 000, но това дори не се е приближавало до другите подобни уебсайтове, които към този момент се радвали на далеч по-голям успех – Kinomania.ru се е посещавал от 160 000 души месечно, а Film.ru – от над 100 000.
Към 2013 г. интернет порталът вече е един от най-популярните и е посещаван от приблизително 2 милиона души всеки ден. По-късно същата година „Кинопоиск“ е закупен от компанията „Яндекс“.